# IC 4866
IC 4866 је спирална галаксија у сазвјежђу Паун која се налази на листи објеката дубоког неба у Индекс каталогу.
Деклинација објекта је - 61° 8' 45" а ректасцензија 19h 34m 34,8s. Привидна величина (магнитуда) објекта IC 4866 износи 13,1 а фотографска магнитуда 13,9. IC 4866 је још познат и под ознакама ESO 142-21, IRAS 19301-6115, PGC 63376.